# Poa poophagorum
Poa poophagorum är en gräsart som beskrevs av Norman Loftus Bor. Poa poophagorum ingår i släktet gröen, och familjen gräs. Inga underarter finns listade i Catalogue of Life.